# Nick Driebergen
Nicolaas (Nick) Driebergen (ur. 19 sierpnia 1987 w Rijnsburgu) – holenderski pływak, specjalizujący się głównie w stylu grzbietowym. 
Brązowy medalista mistrzostw Europy w sztafecie 4 x 100 m stylem zmiennym, dwukrotny brązowy medalista mistrzostw Europy na krótkim basenie. 
Uczestnik Igrzysk Olimpijskich z Pekinu na 100 i 200 m stylem grzbietowym oraz z Londynu w tych samych konkurencjach, a także w sztafecie 4 x 100 m stylem zmiennym. 